# The Further Adventures of Uncle Sam: Part Two
The Further Adventures of Uncle Sam: Part Two ist ein US-amerikanischer animierter Kurzfilm von Dale Case und Robert Mitchell aus dem Jahr 1970.

## Handlung
Uncle Sam lebt mit dem Weißkopfseeadler im Südwesten der USA und betreibt eine kleine Tankstelle. Während der Adler die Pflanzen gießen geht, hält an der Tankstelle ein Wagen, der angeblich einen Motorschaden hat. Uncle Sam überprüft den Motorraum, wird jedoch von den Insassen des Wagens, dem verkörperten Kapitalismus, niedergeschlagen und verschleppt. Der Adler macht sich auf den Weg, Uncle Sam zu retten. Dieser wird im amerikanischen Leuchtreklame-Moloch in einer als riesige Eistüte getarnten Zentrale des Kapitalismus gefangen gehalten. Zu den Mittäter der Wesen, die Dollarzeichen im Gesicht haben, zählen auch Roboter sowie ein Wesen mit einer Bombe als Kopf. Die Terroristen entschließen sich, als Nächstes die Freiheitsstatue zu rauben.
Als sie fort sind, wird Uncle Sam durch den Weißkopfseeadler gerettet. Sie fliehen gemeinsam durch die Großstadt und folgen den Verbrechern schließlich in einem Werbeluftballon bis zu einer Arena. Hier hält das Wesen mit dem Bombenkopf die Freiheitsstatue gefangen und animiert die Menge zu Jubelschreien. Der Adler trennt den Bombenkopf vom Körper des Wesens, das nun orientierungslos durch die Arena läuft. Uncle Sam befreit die Freiheitsstatue, während das Publikum die Arena verlässt. Kurz darauf kommt es zu einer Explosion und Uncle Sam und die Statue trauern bereits um den Adler, der jedoch überlebt hat. Aus der Arena wird wieder eine amerikanische Wüste mit Kakteen. Alle drei ziehen gemeinsam davon.

## Produktion
The Further Adventures of Uncle Sam: Part Two entstand 1970 durch Dale Case und Robert Mitchell, die den Film schrieben und animierten und Regie führten. Der Film wurde erstmals 1970 veröffentlicht.

## Auszeichnungen
The Further Adventures of Uncle Sam: Part Two erhielt 1971 auf dem Festival d’Animation Annecy den Cristal d’Annecy.
Der Film wurde 1971 für einen Oscar in der Kategorie „Bester animierter Kurzfilm“ nominiert, konnte sich jedoch nicht gegen Is It Always Right to Be Right? durchsetzen.